# Fiodor Siergiejew
Fiodor Andriejewicz Siergiejew (Artiom, Artem), ros. Фёдор Андре́евич Серге́ев (Артём), ukr. Федір Андрійович Сергєєв (Артем) (ur. 7 marca?/19 marca 1883 we wsi Glebowo,  ujezd fateski guberni kurskiej, zm. 24 lipca 1921 w okolicach Sierpuchowa) – rosyjski  rewolucjonista, działacz bolszewicki. Członek Komitetu Centralnego SDPRR(b)  i  RKP(b) (1917–1919), przewodniczący Rady Komisarzy Ludowych (premier) efemerycznej  Doniecko-Krzyworoskiej Republiki Radzieckiej (12 lutego 1918–19 marca 1918). W dniach 16–22 stycznia 1919 przewodniczący Rady Komisarzy Ludowych USRR. Zginął w katastrofie prototypu aerowagonu podczas jazdy próbnej.

## Życiorys
Urodził się w zamożnej rodzinie chłopskiej. Ukończył szkołę realną w Kursku, w 1901 rozpoczął studia na Politechnice Moskiewskiej (ros. Императорское московское техническое училище), wstąpił do nielegalnej  Socjaldemokratycznej Partii Robotniczej Rosji (SDPRR) (1902).  Za organizację demonstracji studenckiej w marcu 1902 został aresztowany przez policję, pół roku przebywał w więzieniu, wydalony z uczelni z wilczym biletem (zakaz wstępu na wyższe uczelnie Imperium Rosyjskiego). Od 1903 kolporter gazety Iskra  w  guberni katerynosławskiej, związał się z frakcją bolszewików SDPRR. Pracował jako pomocnik maszynisty kolejowego w Katerynosławiu.
W styczniu 1905 przeniósł się do Charkowa, pracował w Charkowskiej Fabryce Parowozów.  W  czasie rewolucji 1905 roku stanął na czele organizacji bolszewików w Charkowie,  kierował nieudaną próbą powstania zbrojnego w Charkowie w grudniu 1905,  wyjechał do  Sankt-Petersburga. Delegat na  zjednoczeniowy IV zjazd  SDPRR  (23 kwietnia - 8 maja 1906) w Sztokholmie. Po powrocie do Rosji stanął na czele komitetu SDPRR w Permie. Aresztowany w marcu  1907, w grudniu 1909 został skazany na dożywotnie zesłanie do guberni irkuckiej.  W sierpniu  1910 zbiegł z zesłania i poprzez  Harbin, Nagasaki, Szanghaj  i  Hongkong dotarł  w czerwcu  1911 do Australii, gdzie osiedlił się w Brisbane.  W Australii działał w środowisku emigrantów rosyjskich i w australijskim ruchu związkowym. Był  tam znany pod  pseudonimami Artymon  i  Artem.
Po rewolucji lutowej i  obaleniu  caratu wrócił przez Władywostok do Rosji.  W lipcu 1917 przybył do  Charkowa,  gdzie został sekretarzem doniecko - krzyworoskiej obwodowej organizacji SDPRR(b) i  sekretarzem  biura związku metalowców guberni charkowskiej  w  Charkowie. W sierpniu (8-16.08) 1917 delegat na VI Zjazd SDPRR(b)  w  Piotrogrodzie, wybrany do prezydium zjazdu i na członka  Komitetu Centralnego partii bolszewików (złożonego  z 21 osób).
W październiku 1917 został przywódcą frakcji bolszewików w charkowskiej radzie delegatów robotniczych, w listopadzie jeden z organizatorów  zbrojnego przejęcia władzy  przez bolszewików w Charkowie, wybrany na przewodniczącego charkowskiej rady delegatów robotniczych i  żołnierskich, przewodniczący komitetu rewolucyjnego guberni charkowskiej. W listopadzie 1917 w  demokratycznych  wyborach do Zgromadzenia Ustawodawczego Rosji (Konstytuanty) wybrany na deputowanego z guberni charkowskiej z listy partii bolszewików.
W grudniu 1917 uczestniczył w zjeździe zorganizowanym przez bolszewików w Charkowie w opozycji do  Ukraińskiej Centralnej Rady i  proklamowanej przez UCR  Ukraińskiej Republiki Ludowej.  Zdominowany przez bolszewików zjazd proklamował  25 grudnia 1917 powstanie marionetkowej Ukraińskiej Ludowej Republiki Rad i powołał 30 grudnia jej organ wykonawczy: Sekretariat Ludowy, w którym Artiom objął funkcję sekretarza przemysłu i handlu.
Jednocześnie uczestniczył w powołaniu innej marionetkowej struktury terytorialnej  bolszewików:  Doniecko-Krzyworoskiej Republiki Radzieckiej, która została proklamowana  12 lutego 1918 w hotelu Metropol w Charkowie głosami  50 delegatów lokalnych rad robotniczych, przeciw 24 (tzw.  4 Zjazd Obwodowy Rad Robotniczych Zagłębia Donieckiego i Krzyworoskiego).  Artiom został przewodniczącym powołanej 14 lutego 1918 Rady Komisarzy Ludowych Doniecko-Krzyworoskiej Republiki Radzieckiej.  Republika pretendowała do terytoriów guberni: katerynosławskiej, charkowskiej, części chersońskiej z Krzywym Rogiem, oraz części Obwodu Wojska Dońskiego (Taganrog). Jej stolicą został Charków. Na  2  Wszechukraińskim Zjeździe Rad w Katerynoslawiu 20 marca  1918 została połączona z Ukraińską Ludową Republiką Rad.
Po  traktacie brzeskim, okupacji Ukrainy przez armię niemiecką i austro-węgierską,  likwidacji Ukraińskiej Ludowej Republiki Rad i powstaniu  Hetmanatu, Artiom został odkomenderowany początkowo na Kaukaz Północny, od sierpnia 1918 przebywał w Moskwie.
Po klęsce Państw Centralnych w I wojnie światowej i zawieszeniu broni na froncie zachodnim (11 listopada 1918), przewidującym wycofanie wojsk niemieckich z terenów okupowanych na wschodzie (Ober-Ostu, Królestwa Polskiego i Ukrainy), rząd Rosji Sowieckiej ogłosił tego samego dnia traktat brzeski za nieistniejący. Bolszewicy rozpoczęli przygotowania do sowietyzacji Ukrainy. 28 listopada 1918 w Kursku ogłoszono o powołaniu marionetkowego tzw. Tymczasowego Robotniczo-Chłopskiego Rządu Ukrainy, który ogłosił przywrócenie władzy sowieckiej na Ukrainie. Proklamacja miała służyć uzasadnieniu do wkroczenia Armii Czerwonej na terytorium Ukraińskiej Republiki Ludowej. Rządowi przewodniczył Jurij Piatakow, jego zastępcą i formalnym komisarzem ludowym spraw wojskowych został Artiom.
3 stycznia 1919 roku Armia Czerwona zajęła Charków. 6 stycznia 1919 Tymczasowy Robotniczo-Chłopski Rząd Ukrainy odrzucił nazwę Ukraińskiej Republiki Ludowej ogłaszając się władzą Ukraińskiej Socjalistycznej Republiki Radzieckiej.  16 stycznia 1919 Jurij Piatakow został odwołany z funkcji uchwałą członków rządu, który powierzył obowiązki przewodniczącego Artiomowi.  Funkcję premiera USRR Artiom pełnił do 24 stycznia 1919, kiedy przejął ją przybyły z Moskwy Chrystian Rakowski, a Artiom został komisarzem ludowym propagandy sowieckiej USRR i wiceprzewodniczącym Rady Komisarzy Ludowych USRR (którym pozostawał do 1920). 23 marca 1919 został przewodniczącym komitetu wykonawczego (gubernatorem) nowo utworzonej guberni donieckiej. W maju-czerwcu 1919 Zagłębie Donieckie i Charków, w sierpniu 1919 Odessa i Kijów zostały zajęte przez Siły Zbrojne Południa Rosji pod dowództwem gen. Antona Denikina i pozostały w ich posiadaniu do końca 1919 roku.
Na VIII zjeździe RKP(b) 23 marca 1919 Artiom został wybrany na zastępcę członka Komitetu Centralnego RKP(b), na  IX zjeździe 5 kwietnia 1920 na członka Komitetu Centralnego RKP(b), którym pozostawał do śmierci. Od kwietnia do listopada 1920 członek tymczasowego Komitetu Centralnego KP(b)U, w 1920 nadzwyczajnym przedstawicielem RKP(b) w Baszkirii, w listopadzie-grudniu 1920 sekretarzem odpowiedzialnym komitetu RKP(b) guberni moskiewskiej. Od lutego 1921 przewodniczący wszechrosyjskiego związku zawodowego górników, członek WCIK.
Zginął 24 lipca 1921 w katastrofie prototypu eksperymentalnego aerowagonu na linii kolejowej Moskwa – Tuła w pobliżu Sierpuchowa.

## Upamiętnienie
Jego przydomek został upamiętniony w szeregu nazw topograficznych w Związku Socjalistycznych Republik Radzieckich, istniejących do dziś na terenie Federacji Rosyjskiej i Ukrainy: miasta - Artiomowskij, Artiomowsk (Ukraina) do 18 lutego 2016, Artiomowsk (Rosja), Artiom, ulice, place, parki. Jego nazwę nosiła w latach 1936-1991 wyspa Pirallahi (Artem) w Azerbejdżanie. W 1963 Poczta ZSRR wypuściła poświęcony Artiomowi znaczek pocztowy.